# Office de développement de l'économie agricole d'Outre-mer
L'Office de développement de l'économie agricole d'Outre-mer (ODEADOM) est un établissement public administratif (EPA), placé sous la tutelle du ministère chargé de l’agriculture et du ministère chargé des Outre-mer, chargé de payer les aides européennes et nationales et de mener des travaux d'études et de concertation sur les économies agricoles ultramarines. Il réunit les instances nationales de concertations qui débattent des évolutions des politiques agricoles et des filières des Outre-mer. 

## Territoires concernés
L’ODEADOM est chargé d’œuvrer en faveur de l’économie agricole des cinq départements/régions d’Outre-mer : Guadeloupe, Guyane, Martinique, Mayotte et La Réunion, et de trois collectivités d’Outre-mer : Saint-Barthélemy, Saint-Martin et Saint-Pierre-et-Miquelon.

## Missions

### Trois missions
L'ODEADOM a trois missions principales : il est chargé de payer les aides européennes du Programme d'options spécifiques à l'éloignement et à l'insularité (POSEI) et les aides nationales ; il est un lieu de concertation entre les différentes administrations  les représentants professionnels des filières et les parties prenantes (collectivités, chambres d'agriculture, consommateurs, salariés...).  Il  mène un travail d’étude et pilote l'observatoire de l'économie agricole d'Outre-mer.  

### Le contrat d’objectifs et de performance
Le contrat d'objectifs et de performance pour la période 2024-2028 a été signé le 28 février 2024 par les deux ministres de tutelle, le directeur et le président du conseil d'administration de l'établissement. Il comprend 4 axes : 
AXE 1 : conforter les missions et le fonctionnement de l’office dans l’exercice de ses fonctions d’organisme payeur ;
AXE 2 : poursuivre le renforcement de l’efficacité économique des filières ultramarines par la production de connaissances et d’expertise et mieux les valoriser ; 
AXE 3 : consolider le rôle des instances de concertation pour éclairer les choix stratégiques ; 
AXE 4 : intégrer un objectif de performance et de gestion exemplaire sur le plan sociétal et environnemental.

## Organisation et gouvernance

### Conseil d'administration
L'office est doté d'un conseil d'administration qui comprend, outre son président, vingt-deux membres : onze personnalités représentant la production, la transformation, la coopération et le commerce des produits agricoles des départements et collectivités territoriales d'outre-mer ;  trois personnalités professionnelles dont au moins deux représentants de la production ; une personnalité représentant les salariés, nommée parmi les membres des chambres d'agriculture des départements d'outre-mer ; une personnalité représentant les consommateurs, le directeur général des politiques agricole, agroalimentaire et des territoires ; le directeur des affaires financières, sociales et logistiques ; le délégué général à l'outre-mer ; le directeur du budget ; le président du conseil d'administration de FranceAgriMer ; le président-directeur général de l'Agence de services et de paiement.

### Comités sectoriels
Au nombre de 4 les comités sectoriels sont destinés à favoriser les échanges d’information et d’expérience afin de formuler au Conseil d’administration de l’Office des propositions d’orientation et de développement des filières :
- filière banane

- filière canne-sucre-rhum

- productions végétales diversifiées

- productions animales

## Moyens et ressources
L'Office est basé à Montreuil et emploie 41 collaborateurs.  
Il  est organisé autour d’un secrétariat général et de trois services : contrôles et suivi des audits, productions diversifiées et grandes cultures.

## Observatoire de l’économie agricole dans les départements d’outre-mer
Afin d’évaluer les politiques publiques mises en œuvre pour l’agriculture dans les Outre-mer, l’Office dispose d'un l’Observatoire de l’économie agricole dans les DROM. Il a pour vocation de rassembler l’ensemble des données,  économiques et financières,  techniques se rapportant aux agricultures des départements d’Outre-mer. 
Il publie des notes d'analyse sur tous les thèmes de l'agriculture et des tableaux de synthèse, ainsi que les études menées ou financées par l'ODEADOM. 